# Подшибякин, Василий Тихонович
Васи́лий Ти́хонович Подшибякин (1 января 1928 — 20 мая 1997) — советский геолог, руководитель треста «Ямалнефтегазразведка». Участвовал в открытии крупных и уникальных месторождений природного газа в северных районах Западной Сибири, в том числе крупнейшего в мире Уренгойского газового месторождения.

## Биография
Родился 1 января 1928 года в селе Никитском Воловского района Тульской губернии. Его дед служил денщиком у Николая II, а отец — Тихон Афанасьевич — был одним из первых председателей колхоза. В семье было пятеро детей, включая Василия.
В пять лет Подшибякина приняли в школу, где в 1941 году он закончил восемь классов.
С 1943 по 1945 год он учился на машиниста в ремесленном училище № 8 г. Узловая Тульской области. После окончания училища работал помощником машиниста на железной дороге. Учился в вечерней школе, а в 1951 году поступил в Московский нефтяной институт имени академика Губкина. Вступительные экзамены сдал на отлично. Учился с увлечением, написал несколько научных студенческих работ.
После защиты дипломной работы попросил направить его в Сибирь. Став горным инженером, работал на севере Томской области в Нарыме, осваивал Березово. Начал помощником бурового мастера. В 1956 году был назначен старшим инженером Нарымской нефтеразведки, а в 1958 году стал её начальником.
В 1959 году нефтеразведку, возглавляемую В. Т. Подшибякиным, перебазировали в Тюменскую область на берега средней Оби. В том же 1959 году он возглавил Нижневартовскую партию Сургутской комплексной экспедиции.
В 1963 году В. Т. Подшибякин был назначен начальником Тазовской нефтеразведочной экспедиции, а с февраля 1967 года он — управляющий Ямало-Ненецкого геологоразведочного треста по нефти и газу.

Памятник В. Т. Подшибякину на Червишевском кладбище в Тюмени

При его участии разбуривались Игримская и Шухтунгорская группы газовых месторождений, проводилась разведка Тазовского, Уренгойского месторождений. Под его руководством открыто 36 месторождений газа в Ямало-Ненецком округе, в том числе Заполярное, Тамбейское, Медвежье, Ямбургское, Новопортовское, Уренгойское.
21 апреля 1970 года, В. Т. Подшибякин в числе группы геологов награжден Ленинской премией «за открытие крупных и уникальных месторождений природного газа в северных районах Западной Сибири, эффективную разведку их и подготовку промышленных запасов».
В 1971 году, в связи с ликвидацией треста, его назначили начальником Уренгойской нефтеразведочной экспедиции. В 1976 году Василий Тихонович был назначен начальником Ямальского производственного геологического объединения по разведке нефти и газа «Ямалнефтегазгеология» Главного Тюменского производственного геологического управления. До 1997 года Подшибякин являлся бессменным руководителем этого объединения.

Прекрасный специалист в своем деле, блестящий организатор и хозяйственник, который никогда не лез в карман за острым словом в спорах с начальством и умел, как никто, завести на доброе дело своих соратников…— В. Д. Токарев, А. П. Лидов. Эпоха Эрвье. — Москва: Сибургео, 2009. — 366 с.
За заслуги в открытии и разведке нефтяных и газовых месторождений на территории Тюменской области в 1981 году Василию Тихоновичу было присвоено звание Героя Социалистического Труда.
Был избран депутатом Государственной Думы ЯНАО.
О той героической эпохе — эпохе освоения Ямала, эпохе открытий крупнейших месторождений нефти и газа в Заполярье, о том, как коренные народы Севера воспринимали это время — очень хорошо сказано в стихах известного хантыйского поэта, депутата Верховного Совета СССР Романа Ругина. На высадку первого десанта освоителей в Новом Уренгое он откликнулся поэмой «Огнедышащий край», посвященной лауреату Ленинской премии, Герою Социалистического Труда Василию Тихоновичу Подшибякину.

О Родина!

Ты братьев нам прислала,

Они ключи волшебные нашли,

И на просторах ягельных Ямала

Открыли нам сокровища Земли.

Наверно, небо облачным навесом

Поднял над миром газовый фонтан.

И горизонт, который был за лесом,

Сместился за далёкий океан.
— Ругин Р. П. Огнедышащий край // Самотлор. — Тюмень, 1975. — С. 3—6.
Умер Василий Тихонович Подшибякин 20 мая 1997 года.
Похоронен в Тюмени на Червишевском кладбище, справа от главного входа, недалеко от могилы Ю. Г. Эрвье. На памятнике, как завет будущим поколениям, выбит девиз: «Идти вперед, искать и не сдаваться!», которому сам Василий Тихонович Подшибякин следовал всю свою жизнь.

## Память
- 15 октября 2005 года в Салехарде первопроходцу нефтегазового Ямала Василию Подшибякину был установлен памятник. Его имя носит одна из улиц и микрорайон этого города;
- В 2017 году в честь Василия Подшибякина была названа улица в микрорайоне «Тюменская слобода» города Тюмень;
- Его имя носит улица в городе Новый Уренгой[1].

## Награды
- Герой Социалистического Труда (1983)
- Орден Ленина (1983)
- Ордена Трудового Красного Знамени (1966, 1979)
- Лауреат Ленинской премии (1970)
- Заслуженный геолог Российской Федерации (1997)[2]